# Marcus Ruus
Marcus Ruus (* 30. April 1994) ist ein schwedischer Skilangläufer.

## Werdegang
Ruus, der für den Åsarna IK startet, wurde im März 2011 in Boden schwedischer Juniorenmeister über 10 km klassisch und startete international erstmals bei den Olympischen Jugend-Winterspielen 2012 in Innsbruck. Dort wurde er Zehnter über 10 km klassisch, Sechster mit der Mixed-Staffel und Vierter im Sprint. Bei den Nordischen Junioren-Skiweltmeisterschaften 2012 in Erzurum belegte er den 67. Platz über 10 km klassisch. Im folgenden Jahr gewann er bei den Nordischen Junioren-Skiweltmeisterschaften in Liberec die Bronzemedaille mit der Staffel. Zudem errang er dort den 23. Platz im Skiathlon. Seine ersten Rennen im Scandinavian-Cup lief er im Januar 2013 in Östersund, die er auf dem 137. Platz über 15 km Freistil und auf dem 106. Rang im Sprint beendete. Bei den Nordischen Junioren-Skiweltmeisterschaften 2014 im Val di Fiemme kam er auf den 12. Platz im Skiathlon, auf den sechsten Rang über 10 km klassisch und auf den vierten Platz mit der Staffel und bei den U23-Weltmeisterschaften 2015 in Almaty auf den 24. Platz im Sprint und jeweils auf den 11. Rang im Skiathlon und 15 km Freistil. Sein Debüt im Weltcup hatte er im Februar 2015 in Östersund, das er auf dem 79. Platz über 15 km Freistil beendete. Bei den U23-Weltmeisterschaften 2016 in Râșnov errang er den 37. Platz über 15 km klassisch und den 36. Platz über 15 km Freistil und bei den U23-Weltmeisterschaften 2017 in Soldier Hollow den 39. Platz über 5 km Freistil und den 22. Platz im Sprint. Im Februar 2020 holte er in Falun mit dem 28. Platz im 15-km-Massenstartrennen seine ersten Weltcuppunkte. Bei der nachfolgenden Skitour, die er auf dem 28. Platz beendete, kam er erneut in die Punkteränge. Im folgenden Jahr errang er den 44. Platz bei der Tour de Ski.